# Marathon van Eindhoven 2008
De marathon van Eindhoven van 2008 vond plaats op zondag 12 oktober 2008 en was de 25e editie van de marathon van Eindhoven. Aan de loop deden 17.000 deelnemers mee waarvan er 23 binnen 2 uur en 20 minuten finishte.
De winnaar van 2007, parcoursrecordhouder en Keniaan Philip Singoei deed voor de vijfde keer mee om een aanval te doen op zijn eigen parcoursrecord van 2 uur, 7 minuten en 57 seconden. Hij moest echter al voor de ontknoping de wedstrijd staken. De wedstrijd werd in 2:07.50 gewonnen door Geoffrey Mutai, die daarmee 4,5 minuut van zijn persoonlijke recordtijd afliep. Bij de vrouwen was het de eveneens Keniaanse Lydia Kurgat, die de wedstrijd in 2:33.39 op haar naam schreef.
De marathon gold dit jaar tegelijkertijd als Nederlands kampioenschap marathon. De nationale titel bij de mannen werd gewonnen door Greg van Hest in 2:15.38, die hiermee voor het eerste titel de titel op de klassieke afstand veroverde. Bij de vrouwen had de voormalige Russische atlete Nadezhda Wijenberg 2:42.24 nodig om voor de vijfde keer de Nederlandse titel binnen te halen.
Behalve de hele marathon konden deelnemers ook de halve marathon lopen of deelnemen aan de CityRun, van 3 of 6 kilometer. Tevens was het eerst voor het eerst mogelijk om deel te nemen aan een estafette-marathon. Teams van vier personen konden hieraan meedoen waarbij ieder teamlid ruim 10,5 km loopt. Deze marathon vertrok 10 minuten na de hele marathon, om 11.10 uur.

## Uitslagen

### Mannen
| rang   | naam                     | land | tijd    | opmerkingen |
| ------ | ------------------------ | ---- | ------- | ----------- |
| Goud   | Geoffrey Mutai           | KEN  | 2:07.50 |             |
| Zilver | Philip Manyim            | KEN  | 2:09.31 |             |
| Brons  | Joseph Ngeny             | KEN  | 2:09.33 |             |
| 4      | Raymond Kandie           | KEN  | 2:10.47 |             |
| 5      | Simon Njoroge            | KEN  | 2:11.15 |             |
| 6      | Raymond Kimutai          | KEN  | 2:11.57 |             |
| 7      | Francis Bowen            | KEN  | 2:12.04 |             |
| 8      | Sammy Chumba             | KEN  | 2:12.11 |             |
| 9      | Sammy Kibet              | KEN  | 2:12.26 |             |
| 10     | Mark Tanui               | KEN  | 2:13.02 |             |
| 11     | Luka Kiptoo              | KEN  | 2:13.03 |             |
| 12     | Deressa Chimsa           | ETH  | 2:13.04 |             |
| 13     | David Maiyo              | KEN  | 2:14.08 |             |
| 14     | Elias Maindi             | KEN  | 2:15.17 |             |
| 15     | Greg van Hest            | NED  | 2:15.38 | 1e NK       |
| 16     | Henry Kapkiay            | KEN  | 2:15.43 |             |
| 17     | Daniel Kosgei            | KEN  | 2:16.22 |             |
| 18     | Erik Gerome              | BEL  | 2:17.15 |             |
| 19     | Joël Rono                | KEN  | 2:17.25 |             |
| 20     | Hans Janssens            | BEL  | 2:17.36 |             |
| 21     | Guy Fays                 | BEL  | 2:19.22 |             |
| 22     | Erik Sanders             | NED  | 2:19.37 | 2e NK       |
| 23     | Dmitri Dubovski          | RUS  | 2:20.00 |             |
| 24     | Francies van Steenbrugge | BEL  | 2:22.28 |             |
| 25     | Thijs Feuth              | NED  | 2:24.47 | 3e NK       |

### Vrouwen
| rang   | naam                      | land | tijd    | opmerkingen |
| ------ | ------------------------- | ---- | ------- | ----------- |
| Goud   | Lydia Kurgat              | KEN  | 2:33.39 |             |
| Zilver | Christine Chepkonga       | KEN  | 2:37.04 |             |
| Brons  | Alemitu Bekele            | ETH  | 2:40.58 |             |
| 4      | Nadezhda Wijenberg        | NED  | 2:42.24 | 1e NK       |
| 5      | Anja Smolders             | BEL  | 2:43.06 |             |
| 6      | Ingrid Prigge             | NED  | 2:44.25 | 2e NK       |
| 7      | Virginie Vandroogenbroeck | BEL  | 2:45.05 |             |
| 8      | Marlies Jongerius         | NED  | 2:47.51 | 3e NK       |
| 9      | Rimma Pushkina            | RUS  | 2:49.32 |             |
| 10     | Inge van Bergen           | NED  | 2:52.41 | 4e NK       |
| 12     | Agnes Hijman              | NED  | 2:54.27 | 5e NK       |

1959 ·
1960 ·
1982 ·
1984 ·
1986 ·
1988 ·
1990 ·
1991 ·
1992 ·
1993 ·
1994 ·
1995 ·
1996 ·
1997 ·
1998 ·
1999 ·
2000 ·
2001 ·
2002 ·
2003 ·
2004 ·
2005 ·
2006 ·
2007 ·
2008 ·
2009 ·
2010 ·
2011 ·
2012 ·
2013 ·
2014 ·
2015 ·
2016 ·
2017 ·
2018 ·
2019 ·
2020 ·
2021 ·
2022 ·
2023 ·
2024 ·
2025